# Hieracium macropholidium
Hieracium macropholidium es una especie de planta con flor del género Hieracium, de la familia Asteraceae, orden Asterales.

## Distribución
Hieracium macropholidium se distribuye por Islandia.

## Taxonomía
Fue descrita científicamente por (Dahlst.) Dahlst.